# Villa romana di Torvaianica
La villa romana di Torvaianica è stata scoperta per caso (in via Siviglia) durante i lavori per la costruzione di una rete fognaria all'inizio del 2006.

## Scavi archeologici
Lo scavo di Torvaianica ha messo in luce l'impianto di quella che con ogni probabilità era la villa romana di una ricca famiglia senatoriale, costruita poco distante dal mare (la villa dista qualche centinaio di metri dall'attuale linea costiera), non lontano dal luogo dove la tradizione vuole sia sbarcato Enea. Oltre agli ambienti residenziali, gli scavi hanno riportato alla luce strutture termali, un portico colonnato e giardini sopraelevati.
Le prime ipotesi, basate sulla ricchezza dei materiali utilizzati e su alcune iscrizioni poste su due fistule plumbee, attribuiscono la villa a due senatori della gens Flavia. Gli scavi hanno portato alla luce, oltre all'impianto generale della villa,  una ricca pavimentazione, fatta in marmi colorati posti in modo da formare disegni geometrici, zoccolature marmoree e alcuni frammenti di affreschi e decorazioni marmoree.
Nicchie cieche in opera reticolata, orientate secondo il portico ma per lo più verso il mare, si possono collegare ad una "ornamentazione" della villa ove queste nicchie fungevano da contenitori di alberi tali da creare un piccolo bosco che nascondeva la villa dal versante del mare. Tale aspetto decorativo era tipico delle ville marittime di fine età augustea - primo età imperiale, con esempi sia nel Lazio che in Campania. 
Si è inoltre scoperto il prosieguo del portico in direzione Sud (verso il casale della bonifica fascista) con fasi murarie ricollegabili anche al III secolo; ambienti absidati di importanza e imponenza tale da far supporre l'esistenza di una villa monumentale, con rinvenimento di frammenti di affreschi di paradeisos (pittura di ambiente naturalistico in scala 1:1, con uccelli, insetti, piante). La partecipazioni degli studenti universitari (in particolare di Pomezia) del campo scuola si è rivelata fondamentale per la riuscita dello scavo. Si stanno effettuando i restauri dei pavimenti e degli intonaci che già sono visibili in parte al pubblico.
Allo scavo collabora anche l'ENEA, con una campagna di analisi strumentali per l'individuazione precisa dell'area archeologica. Attualmente un capitello corinzio e parte degli affreschi sono stati restaurati con fondi di sponsor privati. Nel 2009 gli scavi sono ripresi con fondi della Soprintendenza per i Beni Archeologici per il Lazio, con la direzione del dott. Filippo Avilia. Hanno portato alla scoperta sul versante W di un condotto fognario e sistemazione della linea di costa con gettate di cementizio. Nell'area della villa invece gli scavi hanno ulteriormente messo in luce il portico, con annesse strutture tarde, ed in particolare si è rinvenuto un sarcofago strigilato con tabula inscripta. L'ottimo stato di conservazione permette di datarlo orientativamente al III secolo. Sono venute in luce, inoltre, nel settore S, altre tombe in anfora.
Attualmente la villa è chiusa al pubblico in quanto il terreno è stato restituito al proprietario dato che non è stato formalizzato l'esproprio. Parte delle strutture sono state ricoperte, come accadrà probabilmente anche per il resto della villa.

### Necropoli
Tra il 24 ottobre e il 30 novembre del 2006 sono state riportate alla luce 69 tombe, con i resti di alcune persone, anche bambini, databili intorno al III secolo. Attualmente sono state scoperte 79 tombe. Si fa l'ipotesi che la villa in epoca tardo imperiale fosse il centro di un vasto latifondo, dove lavorava un gran numero di servitù.
Le sepolture rinvenute appartengono a due distinte tipologie: una, utilizzata per gli adulti, è fatta da corpi adagiati su letti di tegole, mentre l'altra, utilizzata per i bambini, è costituita da anfore olearie (provenienti per lo più dalla Tunisia), dove venivano deposti i corpi dei piccoli bambini. Accanto ai corpi, sono stati ritrovati dei chiodi, che si credeva scacciassero gli spiriti maligni, e monete.
Attualmente la ripresa dello scavo ha portato alla luce un'altra area di interesse con un ambiente absidato e lunghi muri che fanno pensare ad un portico aperto in direzione SE.